# 佃堀
佃堀（つくだぼり）は、東京都中央区佃1丁目にある堀。

## 概要

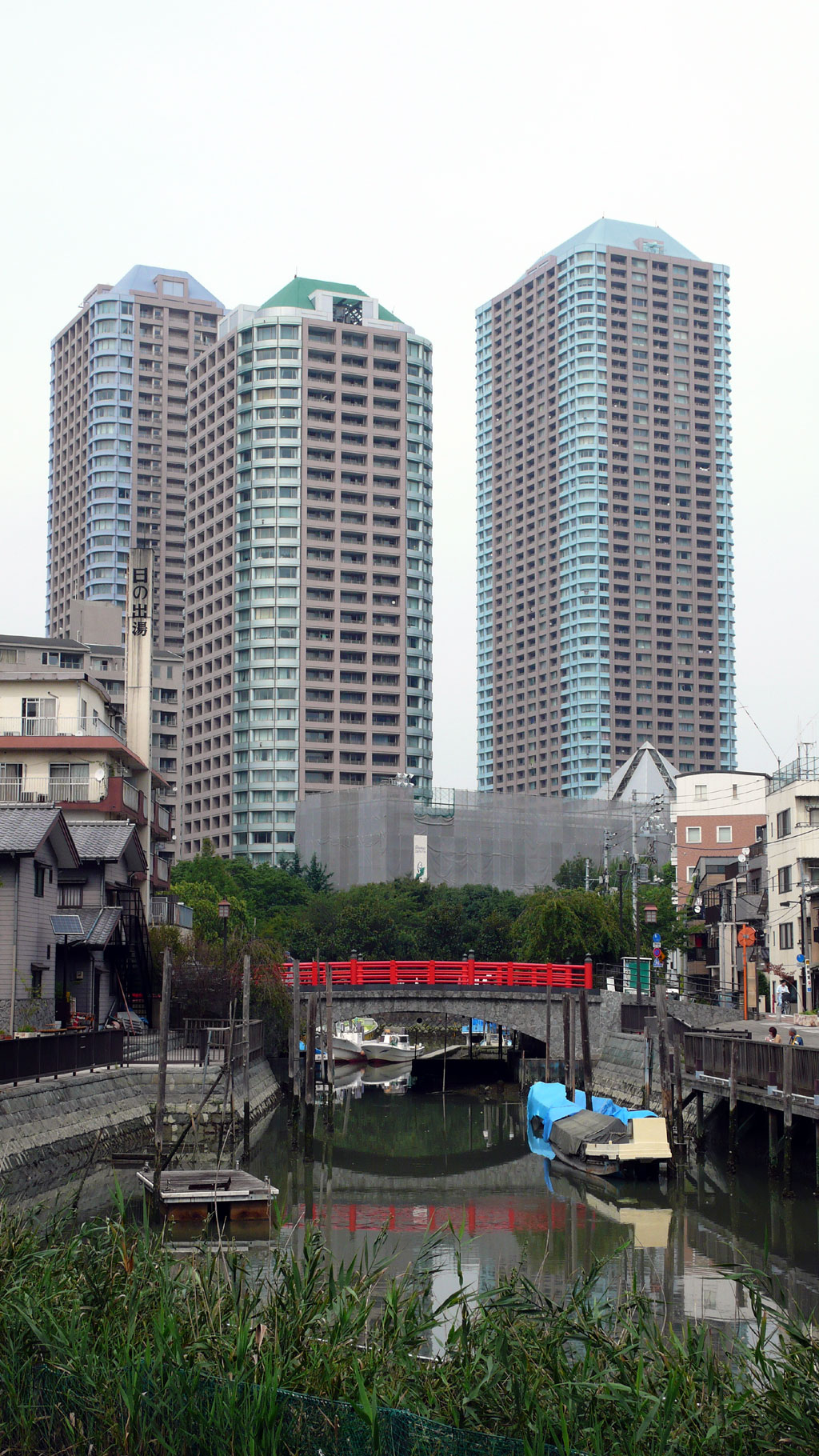
佃堀から佃川支川へ向けて撮影された写真。中央を流れる川が佃川支川で、それを跨ぐ朱塗りの欄干の橋が佃小橋。背後の超高層マンション群は大川端リバーシティ21。

佃川支川の行き止まり部分の堀である。佃大橋建設に伴う佃川の埋め立てにより、残された佃川支川に行き止まり部分ができ、その部分に佃堀が作られた。佃川の跡地の全区間の上空には現在は新月陸橋があり、佃堀の付近を通る。
佃堀からは、佃川支川が左折する位置までを、まっすぐ望むことができる。したがって、歴史的な意匠が施されている佃小橋を、真横から見ることができる。この場合、佃小橋の背後には大川端リバーシティ21(超高層マンション群)が聳え立つ。佃小橋と大川端リバーシティ21を対比させ、下町の街並みと超高層マンション群の両方が同居している佃の象徴的な風景であるとして、佃堀からの風景が撮影されることが多く、公開されているものも多い。

## 付近の鉄道路線
- 月島駅
  - 東京地下鉄(東京メトロ)有楽町線
  - 都営地下鉄(東京都交通局)大江戸線

## 堀周辺
- 佃堀の先端部分の周辺は、佃公園の一部に設定されていて、遊具が設置されている。なお、現地では、佃公園のうち、佃堀先端周辺の部分のみ、ジャリ公園と通称される。
- 佃堀のある佃川支川には、ハゼ等が多く生息し、ハゼ釣りをする人もいる。